# The Purple Gang
The Purple Gang («La banda púrpura»), también conocida como The Sugar House Gang, fue un grupo criminal de contrabandistas y secuestradores compuesta predominantemente por gánsteres judíos. Operaron en Detroit, la ciudad más poblada del estado de Míchigan (Estados Unidos), durante la década de 1920 de la época de la Ley Seca y llegaron a ser la banda criminal dominante de la ciudad. Su autodestrucción en la década de 1930 se atribuye a su violencia excesiva y a varias luchas internas.

## Historia
La legislatura de Míchigan prohibió la venta de licor en 1917, tres años antes de que se estableciera la Prohibición nacional mediante una enmienda constitucional. Entre los prohibicionistas estaba Henry Ford, el dueño de la planta de River Rouge, que respaldó la Ley Damon, que junto con la Ley Wiley prohibía prácticamente toda posesión, fabricación o venta de alcohol a partir de 1918. Detroit está cerca de Ohio, por lo que al principio los contrabandistas simplemente lo conseguían en Toledo, donde todavía era legal. Sin embargo, ya desde ese entonces también contrabandearon a través de la frontera con Canadá.
De cualquier modo, los jueces solían ser indulgentes con los infractores. Además, la Ley Damon fue declarada inconstitucional en 1919 por la Corte Suprema de Míchigan.
Esto cambió en 1920 con la Decimoctava Enmienda, que prohibía "la fabricación, venta o transporte de licores embriagantes dentro de los Estados Unidos". Canadá se convirtió entonces en un punto importante para el contrabando de alcohol, en particular la ciudad portuaria de Windsor, directamente al otro lado del río Detroit. El gobierno canadiense también había prohibido el uso de bebidas alcohólicas, pero aun así aprobó y autorizó a las destilerías y cervecerías a fabricar y exportar alcohol.

### Origen
Los vecindarios de inmigrantes de Detroit sufrían de pobreza generalizada, al igual que muchos en las principales ciudades estadounidenses a principios del siglo XX. Para sobrevivir, algunos residentes recurrían a la delincuencia, que podían ser violenta. El vecindario de Hastings Street en el lado este de Detroit se conocía como "Paradise Valley". La mayoría de los miembros principales de la Purple Gang fueron a la Bishop School, donde muchos habían sido colocados en la sección para niños "problemáticos". Los pandilleros eran en su mayoría hijos nacidos en Estados Unidos de inmigrantes judíos, principalmente de Rusia y Polonia, que habían llegado a los Estados Unidos en la gran ola de inmigración de 1881 a 1914. La banda estaba dirigida por los hermanos Abe, Joe, Raymond e Izzy Bernstein, que se habían mudado a Detroit desde Nueva York.

## Auge
La Purple Gang comenzó como pequeños ladrones y extorsionistas, pero rápidamente progresaron al robo a mano armada y al secuestro de camiones bajo la tutela de gánsteres del vecindario mayores (Charles Leiter y Henry Shorr). Ganaron notoriedad por sus operaciones y violencia extrema, e importaron gánsteres de otras ciudades para trabajar como "matones" de la pandilla.

Hay varias teorías sobre el origen del nombre "Purple Gang". Una versión dice que un miembro de la banda era un boxeador que usaba pantalones cortos de color púrpura durante sus combates. Otro fue que el nombre proviene de una conversación entre dos tenderos:
"Estos chicos no son como otros niños de su edad, están manchados, descoloridos".
"Sí", respondió el otro comerciante, "Están podridos, morados como el color de la carne podrida, son una Pandilla Morada".
La banda se dedicó a los secuestros y se ganó la reputación de robar los cargamentos de alcohol de bandas criminales más antiguas y establecidas. Su reputación de terror aumentó y comenzaron a ser temidos. Como Al Capone quería evitar una guerra sangrienta expandiendo sus negocios en Detroit, llegó a un acuerdo comercial con la Purple Gang. Durante varios años, esta administró el suministro de whisky canadiense al Outfit de Chicago. La banda participó en varias otras acciones criminales, como el secuestro de otros gánsteres para pedir un rescate. El FBI sospechaba que estaban involucrados en el secuestro del hijo de Lindbergh.
A fines de la década de 1920, la Purple Gang reinaba sobre el inframundo de Detroit, controlando el juego, el licor y el tráfico de drogas de la ciudad. También dirigían el servicio de noticias por cable local, proporcionando información sobre carreras de caballos a los salones de apuestas hípicas locales. Los pandilleros se asociaron con mafiosos más infames, y también se ramificaron en otras ciudades. Abe Bernstein era amigo de Meyer Lansky y Joe Adonis, con quienes fue dueño de varios casinos en Miami en sus últimos años. La banda secuestró películas de boxeo profesional y obligó a los cines a mostrarlas por una tarifa alta. También defraudaron a las compañías de seguros organizando accidentes falsos.

### Guerra de limpiadores y tintoreros
A medida que la banda crecía en tamaño e influencia, comenzaron a contratarse como sicarios y tomaron parte en la guerra de los limpiadores y tintoreros. Los Purple se beneficiaron de los sindicatos y asociaciones de la industria de lavandería de Detroit. Fueron contratados para mantener a raya a los miembros del sindicato y para acosar a los independientes. Entre sus tácticas estuvieron la colocación de bombas, el incendio premeditado, robo y asesinato.
Se dice que Abe Axler y Eddie Fletcher fueron importados de Nueva York para participar en el plan (aunque otras fuentes tienen sus orígenes en Detroit). En 1927, nueve miembros de la Purple Gang (Abe Bernstein, Raymond Bernstein, Irving Milberg, Eddie Fletcher, Joe Miller, Irving Shapiro, Abe Kaminsty, Abe Axler y Simon Axler) fueron arrestados y acusados de conspiración para extorsionar en masa a los limpiadores y tintoreros de Detroit. Finalmente fueron absueltos de todos los cargos.
Harry Rosman (1891-1958) fue presidente y propietario de Famous Cleaners & Dyers en Detroit. Ganó notoriedad pública por ser el testigo clave que testificó contra la banda en un juicio que duró desde 1928 hasta 1929. La fiscalía alegó actividades de extorsión contra las empresas del área de Detroit durante la guerra de limpiadores y tintoreros (Cleaners & Dyers Wars). Rosman testificó que la Purple Gang pidió 1000 dólares por semana a su negocio y al de otros limpiadores y tintoreros del área para su "protección" contra la violencia.

### Masacre de Milaflores
Pronto se produjo una guerra de mafias en Detroit entre los contrabandistas italianos, irlandeses y judíos por el territorio. Los Purple Gang libraron una feroz guerra territorial contra el Escuadrón Licavoli liderado por los hermanos Tommy y Pete Licavoli. En marzo de 1927, tres hombres murieron. Los hombres fallecidos habían sido llevados a Detroit como sicarios de la Purple Gang y se creía que el motivo del asesinato era una represalia por una "doble traición". Los homicidios tuvieron lugar en un apartamento alquilado por los miembros de la Purple Gang, Eddie Fletcher y Abe Axler (y, según se informa, Fred Burke, un asociado de los Purple originalmente relacionado con la pandillaa Egan's Rats de San Luis), lo que los convirtió en los principales sospechosos del asesinato. Los tres sospechosos (Fletcher, Axler y Burke) fueron interrogados, al igual que los otros miembros y asociados de la Purple Gang. Según los informes, esta fue la primera vez que se usó una ametralladora en un asesinato en el inframundo de Detroit. Nadie fue condenado por las muertes.

### Matanza de San Valentín
Se sospechaba que la Purple Gang participó en la Matanza de San Valentín en Chicago. El 13 de febrero de 1929, Abe Bernstein supuestamente llamó a Bugs Moran para decirle que una carga de alcohol secuestrada se dirigía a Chicago. Moran, que estaba en medio de una guerra territorial con Capone, había comenzado recientemente a confiar en Bernstein, quien anteriormente había sido el principal proveedor de licor canadiense de Capone. Al día siguiente, en lugar de entregar una carga de licor, cuatro hombres, dos con uniformes de policía, fueron a S. M. C. Cartage en la calle North Clark (el lugar de reunión de la North Side Gang), abrieron fuego con metralletas Thompson y mataron a siete hombres. Varios testigos y algunas pruebas físicas implicaron a Burke en la matanza, pero nunca fue acusado.

### Masacre de Collingwood Manor
La Purple Gang comenzó a aterrorizar a los detroitinos con las ejecuciones callejeras de sus enemigos. Entre sus víctimas se encontraba el policía Vivian Welsh, muerto el 1 de febrero de 1927, de quien se supo que era un policía corrupto que supuestamente estaba extorsionando a la banda. Esta también fue acusada de asesinar a Jerry Buckley en 1930, un conocido personaje de la radio, en el vestíbulo de un hotel del centro. La policía sospechaba que detrás de esa muerte estaba más bien un grupo local vinculado a la mafia siciliana. Nadie fue acusado en ninguno de los casos y ambos asesinatos siguen oficialmente sin resolverse.
En 1931, una disputa entre pandillas terminó con el asesinato de tres miembros de la Purple Gang por gánsteres de Chicago que la banda había importado a Detroit para que les ayudara. Los tres hombres habían violado un código del inframundo al operar fuera del territorio que les asignó la Purple Gang. Herman "Hymie" Paul, Isadore Sutker alias "Joe Sutker" y Joseph "Nigger Joe" Lebowitz fueron atraídos con la promesa de una falsa reunión con los líderes de la banda a un apartamento en la avenida Collingwood el 16 de septiembre de 1931. Pero tras una breve discusión, "Hymie", "Joe Sutker" y "Nigger Joe" fueron acribillados. Las autoridades irrumpieron en el apartamento y encontraron a los sospechosos (Abe Axler, Irving Milberg y Eddie Fletcher) jugando a las cartas. Ray Bernstein y Harry Keywell también fueron arrestados.

### Secuelas
Irving Milberg, Harry Keywell y Raymond Bernstein, tres importantes miembros de la banda, fueron condenados por asesinato en primer grado por la masacre de Collingwood Manor y condenados a cadena perpetua. Bernstein, Milberg y Keywell fueron acompañados por agentes de policía en un tren Pullman especial con destino a la península superior de Míchigan para comenzar a cumplir sus condenas en la prisión de máxima seguridad del estado en la ciudad portuaria de Marquette. Harry Fleisher, otro sospechoso, permaneció prófugo hasta 1932, pero nunca fue condenado en relación con la masacre. Más tarde, cumplió condena en la prisión de Jackson, la prisión amurallada más grande del mundo, a principios de la década de 1950 por robo a mano armada en una casa de juego del condado de Oakland. Según el jefe de detectives de la policía de Detroit, James E. McCarty, las condenas en la masacre de Collingwood "rompieron la espalda de la otrora poderosa banda, escribiendo el fin de más de cinco años de arrogancia y terrorismo".

## Caída
Durante muchos años, los miembros de la Purple Gang disfrutaron de una inmunidad aparentemente completa contra la interferencia de la policía, ya que los testigos de los crímenes estaban aterrorizados de testificar contra cualquier criminal identificado como un gánster de ese banda. Se dice que la pandilla se volvió más arrogante y descuidada a medida que pasaba el tiempo. Sus miembros vestían de forma extravagante, frecuentaban los locales nocturnos de la ciudad y eran bien conocidos por el público. Vivían en casas elegantes y pronto un aura romántica los rodeó. Pero los celos, los egos y las peleas internas causaron su colapso. Además, comenzaron a dejar demasiadas pruebas de sus crímenes.
Phillip Keywell ya había sido declarado culpable de asesinato, y Joe Burnstein y Abe Burnstein recibieron largas condenas tras escapar previamente de la cárcel mediante intimidaciones y la corrupción de funcionarios. Siguieron diferentes oleadas de luchas internas más sangrientas que las anteriores, y los miembros agresivos y de alto rango Abe Axler y Eddie Fletcher fueron acribillados. Luego, el antiguo jefe parcial (no había una jerarquía estricta), Henry Shorr, fue asesinado en más luchas internas. Algunos gánsteres se alejaron, otros huyeron de Detroit, unos más fueron ejecutados por otros miembros o gánsteres rivales, y varios terminaron posteriormente encarcelados. Una banda siciliana rival aprovechó la coyuntura para eliminarlos.
Los predecesores de la mafia moderna de Detroit intervinieron y llenaron el vacío cuando la Purple Gang finalmente se autodestruyó.

## En la cultura popular
Aunque su argumento es en gran parte ficticio, la película Public Hero No. 1 de 1935 trata sobre la caza y captura de la Purple Gang.
La película de 1959 The Purple Gang, también en gran parte ficticia, incluye detalles del ascenso a la prominencia de la banda.
«Jailhouse Rock» de Leiber & Stoller, grabado por Elvis Presley tiene la letra "Toda la sección rítmica era Purple Gang".
Un episodio de 1960 de la segunda temporada de Los intocables titulado simplemente "Purple Gang", proporciona un relato ficticio del secuestro de un mensajero de la mafia por parte de la Purple Gang.
Raymond Chandler menciona a la Purple Gang en la novela Adiós, muñeca.
Ross Macdonald también hizo referencia a la Purple Gang en su novela de 1952 The Ivory Grin.
Aunque fue asesinado a tiros en la primera escena, Max Allan Collins identificó a "The Rodent" como un torpedo Purple Gang en su novelización de la exitosa película de 1990 Dick Tracy.
Un episodio de Detroit 1-8-7 presentó a un hombre cuyo abuelo era miembro de la pandilla.
El rapero de Detroit Proof tiene una canción en su álbum debut Searching for Jerry García titulada "Purple Gang".